# Карпушиха
Карпушиха — посёлок в Кировградском муниципальном округе Свердловской области. С 1935 по 2004 год Карпушиха имела статус рабочего посёлка (посёлка городского типа).

## География
Карпушиха расположена на восточном склоне Урала, на реке Шайтанке. Посёлок находится к северу от Екатеринбурга, к югу от Нижнего Тагила и к северо-западу от Кировграда. Ближайшие населённые пункты к Карпушихе — посёлки Лёвиха, Аник, Тепловая и Ежовский.

## История
В августе 1913 года управлением Калатинского рудника проводились геологоразведочные работы с целью обнаружить медь на заброшенном Аблейском (Проклятом) руднике. Ничего не найдя, разведку продолжили на «Карпушинской разведке».
Первоначально месторождение было известно как бурожелезняковое и разрабатывалось управлением АО Верх-Исетских заводов. Из-за высокой кремнистости и малого содержания железа в руде бурые железняки были забракованы.
В конце 1913 года на месте открытого месторождения была заложена шахта «Карпушиха», а в 1914 году, начали строить Карпушихинский рудник.
В марте 1915 года была закончена проходка шахты «Василич».
В апреле 1917 года выработки шахты «Карпушиха» и шурфа № 1 были остановлены и затоплены.
В первые годы Гражданской войны работы на руднике не прекращались, потом с 1921 по 1922 год он находился на сухой консервации, а с марта 1922 года рудник снова заработал, чтобы Калатинский медьзавод смог приступить к выдаче первой советской меди.
С 1924 года на рудник было проведено электричество (высоковольтная линия от завода) и все горные работы — бурение шпуров, подъём руды и людей из шахты, откачка воды, за исключением перевозки руды в шахте, были механизированы и электрифицированы.
В начале XX века до Лёвихи и Карпушихи была проведена узкоколейная железнодорожная ветка от Горнозаводской железной дороги, которая ныне полностью разобрана.
В 1935 году Карпушиха получила статус посёлка городского типа.
С 2004 года Карпушиха — сельский населённый пункт.

## Население
| 1959 | 1970  | 1979  | 1989  | 2002  | 2010  |
| ---- | ----- | ----- | ----- | ----- | ----- |
| 4961 | ↘3537 | ↘2519 | ↘2004 | ↘1522 | ↘1192 |

По данным переписи 2010 года, в Карпушихе проживали 552 мужчины и 640 женщин.

## Инфраструктура
В Карпушихе есть Дом культуры с библиотекой, средняя школа и детский сад, работают поликлиника (общая врачебная практика), опорный пункт полиции, открыты отделения почты, работают парикмахерская, аптека и несколько магазинов. Действует небольшой православный храм во имя Святых Первоверховных Апостолов Петра и Павла. Также в посёлке работает клуб «Прометей». В посёлке есть небольшой парк (сквер) и памятник в честь героев Великой Отечественной войны.

### Транспорт
До Карпушихи можно добраться на автобусе из Нижнего Тагила, Лёвихи, Кировграда и Верхнего Тагила.

### Промышленность
- ООО «Карпушихинский карьер» (добыча щебня)